# Stibeutes cinctellus
Stibeutes cinctellus là một loài tò vò trong họ Ichneumonidae.